# Érik Orsenna
Érik Orsenna (París, 1947) es un político y novelista francés, miembro del Academia Francesa desde 1998, ocupando el asiento número 17 en el que sustituyó a Jacques-Yves Cousteau.  Estudió filosofía, ciencias políticas y economía en la Universidad Económica de Londres (London School of Economics). Fue colaborador de François Mitterrand. Se adhirió al Partido Socialista Unificado de Francia PSU a los 17 años e ingresó al liceo La Bruyère]] en Versalles.

## Novelas
- 1974: "Loyola´s Blues"
- 1977: "La Vie comme à Lausanne"
- 1988: L'Exposition coloniale (La exposición colonial)

1988 (en Francia), y 2000 en España (Tusquets) "Después de tantos años" (la novela que nos cuenta una relación de amor mantenida durante muchos años, a pesar de que ella está casada y no abandonará a su marido y que eso impedirá que los amantes puedan verse con naturalidad. Una historia de amor alejada de los planteamientos de las novelas rosa que mantienen una mujer inteligente y cosmopolita y un hombre, botánico, que también estaba casado cuando se enamoró en cuanto la vio entrar con sus tres hijos en un museo natural un frío día de invierno).
- 1993: "Grand amour"
- 1996: "Histoire du monde en neuf guitares"
- 1997: "Deux étés"
- 1998: "Longtemps"
- 2003: Madame Bâ (Señora Bâ)
- 2007: "Voyage aux pays du coton" (Viaje a los países del algodón. Editorial Laertes. ISBN 978-84-7584-631-6)